# İdil

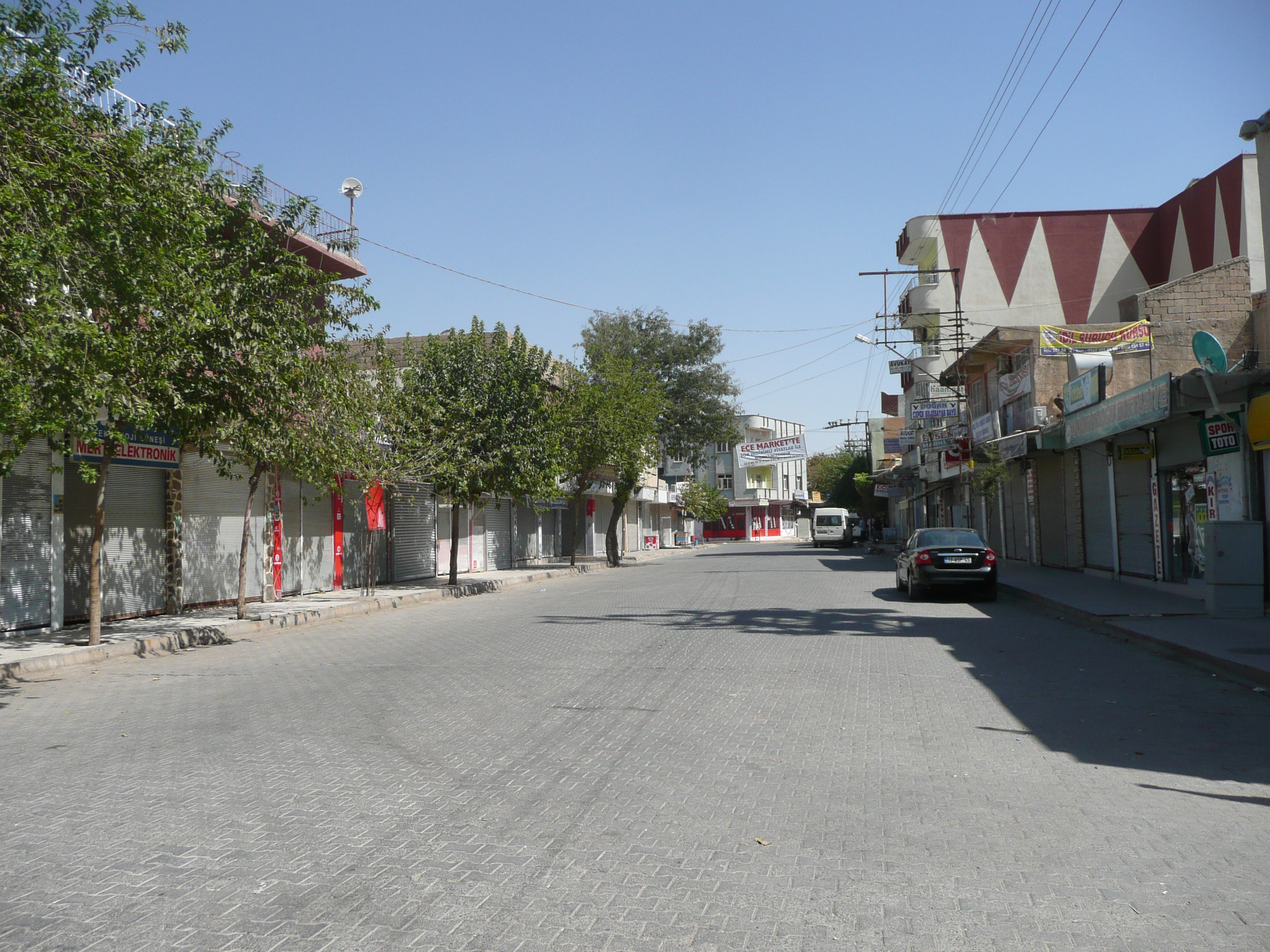
A view of İdil district

İdil (ܐܙܟ, Azech ou ܒܝܬ ܙܒܕܝ, Beth Zabday en araméen, Hezex en kurde) est une ville et un district de la province de Şırnak dans la région de l'Anatolie du sud-est en Turquie.
La ville est située dans la région historique araméenne de Tur Abdin.À Azech, il y a une ancienne église syrienne orthodoxe de la Mère de Dieu datant des premiers siècles de notre ère.
L'ancien nom Beth Zabday signifie maison du don en araméen. Azech était la seule ville qui a survécu au génocide araméen au moment du génocide. Les habitants araméens de cette petite ville ont pu se défendre lors du génocide araméen qui a eu lieu en 1915. Les araméens d'Azech ont réussi à faire d'Azech une forteresse impénétrable. Jusqu'aux années 1960, Azech n'était habité que par des Araméens,,,.
Après la construction de bases militaires françaises, les Araméens d'Azech ont émigré au début des années 1930, principalement à Derik dans le nord-est de la Syrie. La ville a été élevée au rang de district en 1937, après quoi le nom de la ville a été officiellement changé en İdil par le gouvernement turc.
Jusqu'en 1968, Azech n'était habité que par des Araméens. Le dernier maire chrétien araméen Şükrü Tutuş a été assassiné le 17 juin 1994. Cela a conduit à un déclin à grande échelle de la population araméenne d'Azech.

## Personnalités liées à la communauté
- Jacques Behnan Hindo (1941-2021), Évêque syrien de l'Église catholique syriaque.